# Joan Pallarès-Personat
Joan Pallarès i Personat, que signa com a Joan Pallarès-Personat o Joan Pallarès, (Caldes de Montbui, 1953) és un escriptor, historiador i periodista català.
Excursionista i espeleòleg, cursà arqueologia a la UB (Universitat de Barcelona), havia començat a publicar els seus primers articles als 14 anys en revistes locals o de caràcter excursionista.
Fora del camp literari, Joan Pallarès ha treballat en el món social, tant dins d'organitzacions veïnals, polítiques, com sindicals. L'any 1971 inicià la seva militància política dins la lluita antifranquista, i va ser represaliat. Entre 1996 i fins a 2011 fou Conseller de Districte a l'Ajuntament de Barcelona, i durant 10 anys Conseller de Cultura al districte de Sant Andreu. El juny de 2011 cessà de tot càrrec públic i militància política dedicant-se des de llavors a activitats dins del món cultural, actualment dins de l'entitat Centre Cultural Els Catalanistes, fundat el 1866, de la qual és Secretari, i també membre de la Comissió d'Història i Patrimoni de la Torre de la Sagrera. .

## Activitat periodística
Col·laborador en diverses èpoques en una vintena de publicacions com: 20 Minutos, Tot Caldes, El Ninot, Foment Sardanista, La Veu, El Pedrís, Finestrelles, Catalunya Cristiana, L'Estel de les Terres de l'Ebre, Excursionisme, Sant Andreu de Cap a Peus, Tota la Sagrera, Ciutat Nord, Sport9, de la que va ser Director de Cultura, Tota La Sagrera, El Montferrienc i d'altres. També en mitjans digitals con el Fan News Club, ClicOp, Andreuenc o La Sagrerina, entre d'altres.
Ha presentat comunicacions en totes les dinou edicions de les Jornades de Literatura Excursionista celebrades, ensems de Jornades d'Estudis Penedesencs i d'altres congressos i simposis de caràcter arqueològic, històric o excursionista, com el Congrés Internacional d'Història dels Pirineus, Jornades d'Arqueologia Industrial, Assemblees Intercomarcals d'Estudiosos, etc. En total ha superat els cinc mil articles publicats.
A la seva activitat literària també cal afegir-hi la radiofònica iniciada a Onda Cero-Onda Rambla, col·laborant també amb altres emissores d'abast estatal, actualment està a Ràdio Estel des de la fundació de l'emissora el 1994, on ha fet el Santoral diari, transmissions directes, falques culturals i des del 2015, amb Maria-Rosa Monferrer el programa Momenti della canzone italiana. Tambe col.labora al programa Trotamundos de Miquel Mercadal. Igualment es dedica a impartir xerrades, conferències i cursets, així com visites culturals, molt especialment a l'entorn de Sant Andreu, la Sagrera i territoris veïns.

## Activitat literària
Ha publicat mes de 5.200 articles, la majoria en llengua catalana, sent coautor o col·laborador de diversos llibres, com Les Esteles funeràries discoïdals dels Països Catalans (1993), Itineraris en el Parc Natural de Garraf (1993), Miscel·lània Salvador Miralda i Oliva (1994), Homes del Catalanisme. Diccionari Biogràfic de les Bases de Manresa (1995), XIX Ronda Vallesana (1998), Sant Andreu de Palomar, més que un poble (1998), Ruta de la Pau - Batalla de l'Ebre (1999), Can Fabra: de fàbrica tèxtil a factoria cultural (2002), o també del volum IV d'Els Barris de Barcelona, d'Enciclopèdia Catalana (2000).
A part de ser coautor de nombroses obres col·lectives, ha publicat Els Molins Hidràulics del Moianès i la Riera de Caldes (1994) (amb Genar Aymamí), Deu anys Historiant Bot (1995), Ignasi Iglésias. Apunts biogràfics (1996), La Lluita d'un poble. 25 anys de l'Associació de Veïns de Sant Andreu de Palomar (1997) (amb Pau Vinyes), Visió de la Terra Alta (1998), Escac Andreuenc (2001), Josep Verdaguer, pintor de Sant Andreu (2002), Calendari d'efemèrides del Districte de Sant Andreu (2002), El Noi Baliarda, trabucaire andreuenc (2003), Balada Sagrerenca (2004), Ebre Pàndols 1938 (2004)Víctimes i Botxins (2007), Odon de Buen, el mar i la llibertat (2010), "Ninfa" (2011), "El Quilòmetre Sagrat. Una història de La Sagrera a través dels seus carrers" (2012) i "Poemes per a l'oblit" (2013), "L'Abans de Barcelona. Barris de la Sagrera i Navas", de 824 pàgines i més de mil fotografíes antigues (Maig de 2015) i Una passejada històrica per Sant Andreu de Palomar (amb Josep M. Vilarrúbia-Estrany) (Desembre 2015); La Mundeta, la Califòrnia dels estafadors i altres històries de sang i fetge a Sant Andreu i la Sagrera entre 1914 i 1932 (Abril 2016);. Els Catas, segle i mig-Del Casino la Ilustración al Centre Cultural Els Catalanistes (desembre 2016); Félix Romero Vicente ¿Como aconseguí un cuadro de Salvador Dalí (juny 2017); La Sagrera, guia per una passejada monumental (2020), Ignasi Iglesias (2021), Modrego. El bisbe del Congrés i la Catalunya del seu temps (2021), Mig segle de compromís dignificant la Sagrera 1972-2022 (2022 amb JM Gil i J Terrè), Francesc Baliarda i Ribó, artífex de la Revolta de les Quintes de 1845 (2023), Josep Verdaguer i Coma, pintor andreuenc 1923-2008 (2023), La Sagrera en guerra (1936-1939) (2024) La Sagrera desapareguda (2025).

## Premis i distincions
Ha rebut els premis següents:
- Amb Els Molins hidràulics del Moianès i la Riera de Caldes va guanyar el XXVI Premi Sant Bernat (1994), de l'ABE de la UEC, a Barcelona.
- Per un relat anomenat Maria li fou atorgat el XVIII Premi Joan Cid i Mulet, a Certamen Jesús-Catalònia, de Tortosa (2001).
- Amb Ebre-Pàndols 1938 va ser finalista del XLVII Premi Joan Santamaria, a Barcelona, el més antic dels existents en llengua catalana.
- Amb la narració Viatge a l'Infinit va ser finalista dels Premis Literaris Constantí 2003.
- Ha estat Pregoner de la Festa Major de Navas (2013) i de Bot (2016).
- Igualment ha rebut diversos homenatges i guardons per la seva activitat de promoció cultural i social, entre elles, l'ensenya d'or del Centre Cultural Els Catalanistes (2016) o la Gran Creu de Donants de Sang atorgada a Madrid, al Ministerio de Sanidad el 2008, sent des de 2011 Delegat Representant a Catalunya de la Federación Española de Donantes de Sangre i de FUNDASPE.
- Ha estat fundador i primer president de l'Associació Musical Andreuenca i també de l'Associació Symphocat i és vocal de la Federació Catalana de Societats Musicals .